# Rishi Pahar
Die Rishi Pahar ist ein 6992 m hoher ein Berg im Himalaya in Uttarakhand (Indien). 
Der Berg befindet sich auf der Grenze der Distrikte Chamoli und Pithoragarh im östlichen Garhwal-Himalaya im Nanda-Devi-Biosphärenreservat. Ein Berggrat führt nach Südosten über den 6911 m hohen Saf Minal zur 6931 m hohen Kalanka. Mit dem 7151 m hohen nordnordöstlich gelegenen Hardeol ist der Rishi Pahar über einen 3,3 km langen Berggrat verbunden. Der Milamgletscher befindet sich an seiner Ostflanke, der Baginigletscher an seiner Nordwestflanke.
Der Rishi Pahar wurde am 27. September 1975 von Jiro Imai und Meiro Hagiwara, Mitglieder einer japanischen Expedition, über den Westgrat erstbestiegen.